# Giacomo Violardo
Giacomo Violardo (ur. 10 maja 1898 w Govone, zm. 17 marca 1978 w Rzymie), włoski duchowny katolicki, wysoki urzędnik Kurii Rzymskiej, kardynał.

## Życiorys
Studiował w seminarium w Albie, na Uniwersytecie Katolickim w Mediolanie oraz w Papieskim Athenaeum Św. Apolinarego w Rzymie. Przyjął święcenia kapłańskie 29 czerwca 1923 w Rzymie. Wykładał w seminarium Piusa XI w Fano, a w latach 1935–1964 w Papieskim Athenaeum Św. Apolinarego i na Papieskim Uniwersytecie Laterańskim. 14 grudnia 1935 został obdarzony godnością tajnego szambelana papieskiego, a 23 kwietnia 1939 papieskiego prałata domowego.
Przez krótki czas pracował w nuncjaturze we Francji (1938). Od kwietnia 1939 był urzędnikiem w Trybunale Sygnatury Apostolskiej, dochodząc w 1954 do godności podsekretarza. W kwietniu 1962 został sekretarzem Papieskiej Komisji Autentycznej Interpretacji Kodeksu Prawa Kanonicznego, a rok później sekretarzem Komisji Kardynalskiej Rewizji Kodeksu Prawa Kanonicznego. 26 stycznia 1965 został sekretarzem Kongregacji Dyscypliny Sakramentów.
19 lutego 1966 papież Paweł VI mianował go arcybiskupem tytularnym Satafi i osobiście udzielił sakry biskupiej 19 marca 1966. Ten sam papież kreował arcybiskupa Violardo kardynałem 28 kwietnia 1969, nadając tytuł diakona Sant'Eustachio.
Giacomo Violardo zmarł w marcu 1978 i został pochowany w kościele parafialnym w rodzinnym Govone.
Był jednym z założycieli pisma Studi Cattolici (1957).